# Pantalla de cristal líquido
1. Filme de filtro vertical para polarizar la luz que entra.
2. Sustrato de vidrio con electrodos de Óxido de Indio ITO. Las formas de los electrodos
determinan las formas negras que aparecen cuando la pantalla se enciende y apaga. Los cantos verticales de la superficie son suaves.
3. Cristales líquidos Twisted Nematic (TN).
4. Sustrato de vidrio con filme electrodo común (ITO) con los cantos horizontales para alinearse con el filtro horizontal.
5. Filme de filtro horizontal para bloquear/permitir el paso de luz.
6. Superficie reflectante para devolver la luz al espectador. En un LCD retroiluminado,
esta capa es reemplazada por una fuente luminosa.

Pantalla de cristal líquido Twisted Nematic (TN).
- Filme de filtro vertical para polarizar la luz que entra.
- Sustrato de vidrio con electrodos de Óxido de Indio ITO. Las formas de los electrodos
determinan las formas negras que aparecen cuando la pantalla se enciende y apaga. Los cantos verticales de la superficie son suaves.
- Cristales líquidos Twisted Nematic (TN).
- Sustrato de vidrio con filme electrodo común (ITO) con los cantos horizontales para alinearse con el filtro horizontal.
- Filme de filtro horizontal para bloquear/permitir el paso de luz.
- Superficie reflectante para devolver la luz al espectador. En un LCD retroiluminado,
esta capa es reemplazada por una fuente luminosa.

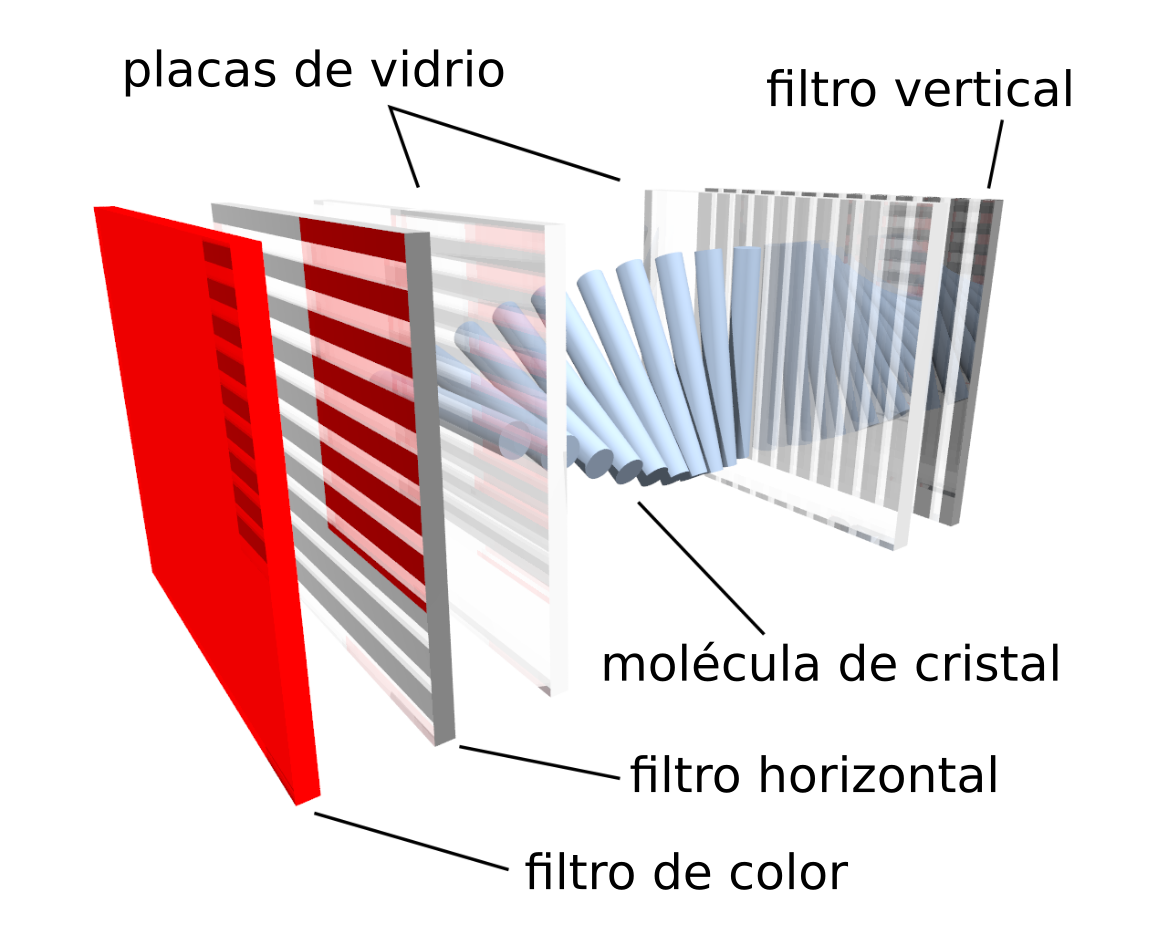
Subpíxel de una LCD de color.

Una pantalla de cristal líquido, o LCD (sigla del inglés liquid-crystal display), es una pantalla plana y delgada formada por un número de píxeles en color o monocromos colocados delante de una fuente de luz o reflectora. A menudo se utiliza en dispositivos electrónicos de pilas, ya que utiliza cantidades muy pequeñas de energía eléctrica.

## Características
Cada píxel de un LCD típicamente consiste en una capa de moléculas alineadas entre dos electrodos transparentes, y dos filtros de polarización, los ejes de transmisión de cada uno que están (en la mayoría de los casos) perpendiculares entre sí. Sin cristal líquido entre el filtro polarizante, la luz que pasa por el primer filtro sería bloqueada por el segundo (cruzando) polarizador. 
La superficie de los electrodos que están en contacto con los materiales de cristal líquido es tratada a fin de ajustar las moléculas de cristal líquido en una dirección en particular. Este tratamiento suele ser normalmente aplicable en una fina capa de polímero que es unidireccionalmente frotada utilizando, por ejemplo, un paño. La dirección de la alineación de cristal líquido se define por la dirección de frotación. 
Antes de la aplicación de un campo eléctrico, la orientación de las moléculas de cristal líquido está determinada por la adaptación a las superficies. En un dispositivo twisted nematic, TN (uno de los dispositivos más comunes entre los de cristal líquido), las direcciones de alineación de la superficie de los dos electrodos son perpendiculares entre sí, y así se organizan las moléculas en una estructura helicoidal, o retorcida. Debido a que el material es de cristal líquido birrefringente, la luz que pasa a través de un filtro polarizante se gira por la hélice de cristal líquido que pasa a través de la capa de cristal líquido, lo que le permite pasar por el segundo filtro polarizado. La mitad de la luz incidente es absorbida por el primer filtro polarizante, pero por lo demás todo el montaje es transparente. 
Cuando se aplica un voltaje a través de los electrodos, una fuerza de giro orienta las moléculas de cristal líquido paralelas al campo eléctrico, que distorsiona la estructura helicoidal (esto se puede resistir gracias a las fuerzas elásticas desde que las moléculas están limitadas a las superficies). Esto reduce la rotación de la polarización de la luz incidente, y el dispositivo aparece gris. Si la tensión aplicada es lo suficientemente grande, las moléculas de cristal líquido en el centro de la capa son casi completamente desenrolladas y la polarización de la luz incidente no es rotada ya que pasa a través de la capa de cristal líquido. Esta luz será principalmente polarizada perpendicular al segundo filtro, y por eso será bloqueada y el pixel aparecerá negro. Por el control de la tensión aplicada a través de la capa de cristal líquido en cada píxel, la luz se puede permitir pasar a través de distintas cantidades, constituyéndose los diferentes tonos de gris.

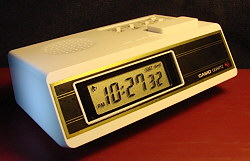
Pantalla LCD en un despertador.

El efecto óptico de un dispositivo twisted nematic (TN) en el estado del voltaje es mucho menos dependiente de las variaciones de espesor del dispositivo que en el estado del voltaje de compensación. Debido a esto, estos dispositivos suelen usarse entre polarizadores cruzados de tal manera que parecen brillantes sin tensión (el ojo es mucho más sensible a las variaciones en el estado oscuro que en el brillante). Estos dispositivos también pueden funcionar en paralelo entre polarizadores, en cuyo caso la luz y la oscuridad son estados invertidos. La tensión de compensación en el estado oscuro de esta configuración aparece enrojecida debido a las pequeñas variaciones de espesor en todo el dispositivo. Tanto el material del cristal líquido como el de la capa de alineación contienen compuestos iónicos. Si un campo eléctrico de una determinada polaridad se aplica durante un período prolongado, este material iónico es atraído hacia la superficie y se degrada el rendimiento del dispositivo. Esto se intenta evitar, ya sea mediante la aplicación de una corriente alterna o por inversión de la polaridad del campo eléctrico que está dirigida al dispositivo (la respuesta de la capa de cristal líquido es idéntica, independientemente de la polaridad de los campos aplicados). 

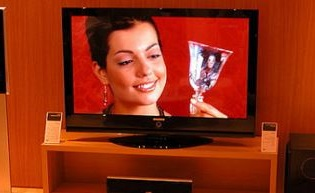
Televisor con pantalla LCD.

Cuando un dispositivo requiere un gran número de píxeles, no es viable conducir cada dispositivo directamente, así cada píxel requiere un número de electrodos independiente. En cambio, la pantalla es multiplexada. En una pantalla multiplexada, los electrodos de la parte lateral de la pantalla se agrupan junto con los cables (normalmente en columnas), y cada grupo tiene su propia fuente de voltaje. Por otro lado, los electrodos también se agrupan (normalmente en filas), en donde cada grupo obtiene una tensión de sumidero. Los grupos se han diseñado de manera que cada píxel tiene una combinación única y dedicada de fuentes y sumideros. Los circuitos electrónicos o el software que los controla, activa los sumideros en secuencia y controla las fuentes de los píxeles de cada sumidero.

## Especificaciones
Importantes factores que se deben considerar al evaluar una pantalla de cristal líquido: 

### Resolución
Las dimensiones horizontal y vertical son expresadas en píxeles: las pantallas HD tienen una resolución nativa desde 1280x720 píxeles (720p) hasta 3840×2160 pixeles (4K UHD).

### Ancho de punto
Es la distancia entre los centros de dos píxeles adyacentes: cuanto menor sea el ancho de punto, tanto menor granularidad tendrá la imagen. El ancho de punto suele ser el mismo en sentido vertical y horizontal, pero puede ser diferente en algunos casos.

### Tamaño
El tamaño de un panel LCD se mide a lo largo de su diagonal generalmente expresado en pulgadas desde 7" hasta 60"(coloquialmente llamada área de visualización activa).

### Tiempo de respuesta
Es el tiempo que demora un píxel en cambiar de un color a otro.

### Tipo de matriz
Activa, Pasiva, Reactiva y Recargada.

### Ángulo de visión
Es el máximo ángulo en el que un usuario puede mirar el LCD, estando desplazado de su centro, sin que se pierda calidad de visión. Las nuevas pantallas vienen con un ángulo de visión de 178 grados.

### Soporte de color
Cantidad de colores soportados o gama de colores.

### Contraste
La relación entre la intensidad más brillante y la más oscura.

### Aspecto
Es la proporción entre la anchura y la altura.

### Puertos de entrada
Por ejemplo: Digital Visual Interface (DVI), Video Graphics Array (VGA), LVDS o incluso S-Video y High-Definition Multimedia Interface (HDMI). Actualmente ya se está manejando en algunas pantallas el puerto USB que permite la reproducción de fotos, música, y video.

## Breve historia

### 1887
Friedrich Reinitzer (1858-1927) descubrió que esteroles extraídos de zanahorias son un cristal líquido (es decir, descubre la existencia de dos puntos de fusión y la generación de colores), y publicó sus conclusiones en una reunión de la Sociedad Química de Viena sobre el 3 de mayo de 1888 (F. Reinitzer: Zur Kenntniss de Cholesterins, Monatshefte für Chemie (Wien/Viena) 9, 421-441 (1888)).

### 1904
Otto Lehmann publica su obra Cristales líquidos. 

### 1911
Charles Mauguin describe la estructura y las propiedades de los cristales líquidos.

### 1936
La compañía Marconi Wireless Telegraph patenta la primera aplicación práctica de la tecnología, The Liquid Crystal Light Valve.

### 1960 a 1970
El trabajo pionero en cristales líquidos se realizó en la década de 1960 por el Royal Radar Establishment de Reino Unido en Malvern. El equipo de RRE apoyó la labor en curso por George Gray y su equipo de la Universidad de Hull, quien finalmente descubrió el Cianobifenilo de los cristales líquidos (que tenía unas propiedades correctas de estabilidad y temperatura para su aplicación en los LCD).

### 1962
La primera gran publicación en inglés sobre el tema: Estructura molecular y propiedades de los cristales líquidos, por el George W. Gray. 
Richard Williams de RCA encontró que había algunos cristales líquidos con interesantes características electro-ópticas y se dio cuenta del efecto electro-óptico mediante la generación de patrones de bandas en una fina capa de material de cristal líquido por la aplicación de un voltaje. Este efecto se basa en una inestabilidad hidrodinámica formada, lo que ahora se denomina "dominios Williams" en el interior del cristal líquido.

### 1964
En el otoño de 1964 George H. Heilmeier, cuando trabajaba en los laboratorios de la RCA en el efecto descubierto por Williams se dio cuenta de la conmutación de colores inducida por el reajuste de los tintes de dicroico en un cristal líquido homeotrópicamente orientado. Los problemas prácticos con este nuevo efecto electro-óptico hicieron que Heilmeier siguiera trabajando en los efectos de la dispersión en los cristales líquidos y, por último, la realización de la primera pantalla de cristal líquido de funcionamiento sobre la base de lo que él llamó la dispersión modo dinámico (DSM). La aplicación de un voltaje a un dispositivo DSM cambia inicialmente el cristal líquido transparente en una capa lechosa, turbia y estatal. Los dispositivos DSM podrían operar en modo transmisión y reflexión, pero requieren un considerable flujo de corriente para su funcionamiento.

### 1970
El 4 de diciembre de 1970, la patente del efecto del campo twisted nematic en cristales líquidos fue presentada por Hoffmann-LaRoche en Suiza (Swiss patente N º 532.261), con Wolfgang Helfrich y Martin Schadt (que trabajaba para el Central Research Laboratories) donde figuran como inventores. Hoffmann-La Roche, entonces con licencia de la invención se la dio a la fábrica suiza Brown, Boveri & Cie, quien producía dispositivos para relojes durante los años 1970 y también a la industria electrónica japonesa que pronto produjo el primer reloj de pulsera digital de cuarzo con TN, pantallas LCD y muchos otros productos. James Fergason en Kent State University presentó una patente idéntica en los Estados Unidos del 22 de abril de 1971. En 1971 la compañía de Fergason ILIXCO (actualmente LXD Incorporated) produjo los primeros LCD basados en el efecto TN, que pronto sustituyó a la mala calidad de los tipos DSM debido a las mejoras en los voltajes de operación más bajos y un menor consumo de energía.

### 1970 a 2025
Una descripción detallada de los orígenes y de la compleja historia de las pantallas de cristal líquido desde la perspectiva de una persona interna desde los primeros días ha sido publicado por Joseph A. Castellano en Liquid Gold, The Story of Liquid Crystal Displays and the Creation of an Industry. La misma historia vista desde una perspectiva diferente se ha descrito y publicado por Hiroshi Kawamoto (The History of Liquid-Crystal Displays, Proc. IEEE, Vol. 90, N.º 4, abril de 2002), este documento está disponible al público en el IEEE History Center.

## El color en los dispositivos

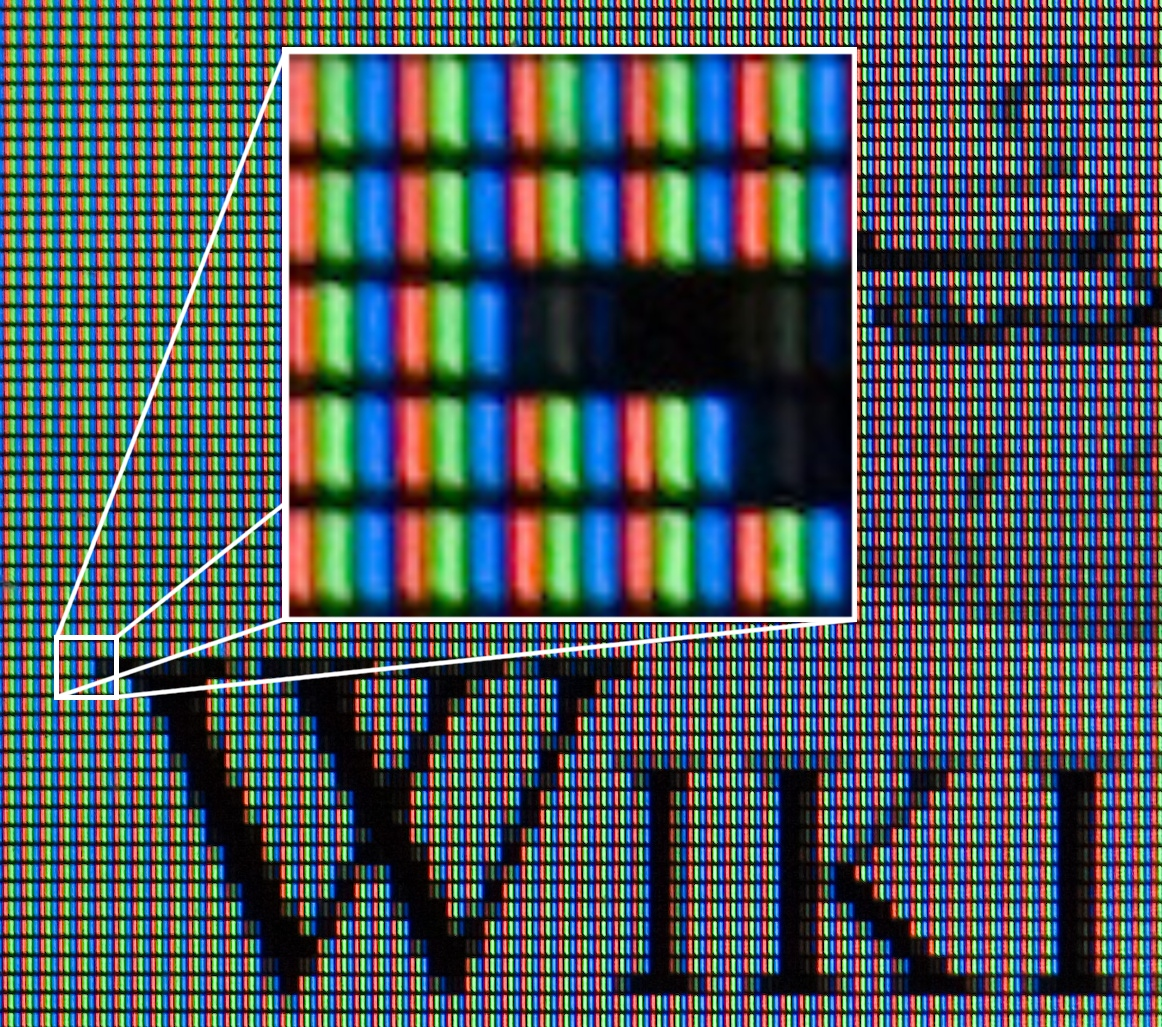
Logo de Wikipedia mostrado en un monitor cristal líquido.

En las pantallas LCD de color cada píxel individual se divide en tres células, o subpíxeles, de color rojo, verde y azul, respectivamente, por el aumento de los filtros (filtros de pigmento, filtros de tinte y filtros de óxido de metal). Cada subpíxel puede controlarse independientemente para producir miles o millones de posibles colores para cada píxel. Los monitores CRT usan la misma estructura de ‘subpíxeles' a través del uso de fósforo, aunque el haz de electrones analógicos empleados en CRTs no dan un número exacto de subpíxeles.
Los componentes de color pueden colocarse en varias formas geométricas de píxeles, en función del uso del monitor. Si el software sabe qué tipo de geometría se está usando en un LCD concreto, ésta puede usarse para aumentar la resolución del monitor a través de la presentación del subpíxel. Esta técnica es especialmente útil para texto anti-aliasing.

## Matrices activas y pasivas dirigidas a LCD
Las pantallas LCD con un pequeño número de sectores, tales como los que se utilizan en relojes digitales y calculadoras de bolsillo, tienen contactos eléctricos individuales para cada segmento. Un circuito externo dedicado suministra una carga eléctrica para el control de cada segmento. Esta estructura es difícil de visualizar para algunos dispositivos de visualización. 
Las pequeñas pantallas monocromo como las que se encuentran en los organizadores personales, o viejas pantallas de ordenadores portátiles tienen una estructura de matriz pasiva donde emplean tecnologías como la super-twisted nematic (STN) o la de doble capa STN (DSTN), (DSTN corrige el problema del cambio de color de STN), y la STN de color (CSTN) (una tecnología donde el color se añade usando un filtro de color interno). Cada fila o columna de la pantalla tiene un solo circuito eléctrico. Los pixeles se dirigen a la vez por direcciones de fila y de columna. Este tipo de pantalla se denomina matriz pasiva–dirigida porque el píxel debe conservar su estado entre los períodos de refresco sin beneficiarse de una carga eléctrica constante. A medida que el número de píxeles (y, en consecuencia, columnas y filas) se incrementa, este tipo de pantalla se vuelve menos apropiada. Tiempos de respuesta muy lentos y un contraste bastante pobre son típicos en las matrices pasivas dirigidas a LCD. 
En dispositivos de color de alta resolución como los modernos monitores LCD y televisores utilizan una estructura de matriz activa. Una matriz de thin-film transistors (TFT) se agrega a la polarización y a los filtros de color. Cada píxel tiene su propio transistor dedicado, que permitirá a cada línea de la columna acceder a un píxel. Cuando una línea de fila está activada, todas las líneas de la columna están conectadas a una fila de píxeles y una correcta tensión de alimentación es impulsada a todas las líneas de la columna. Cuando la línea de fila se desactiva, la siguiente línea de fila es activada. Todas las líneas de la fila se activan secuencialmente durante una operación de actualización. La matriz activa está dirigida a dispositivos con un mayor brillo y tamaño que a los que se dirige la matriz pasiva (dirigida a dispositivos de pequeño tamaño, y, en general, que tienen tiempos de respuesta más pequeños, produciendo imágenes mucho mejores).

## Tecnologías de matriz activa

### Twisted nematic(TN)
Las pantallas twisted nematic contienen elementos de cristal líquido con desenrollado y enrollado en diversos grados para permitir que la luz pase a través de ellos. Cuando no se aplica voltaje a una celda de cristal líquido TN, la luz se polariza para pasar a través de la célula. En proporción a la tensión aplicada, las células LC giran hasta 90 grados cambiando la polarización y bloqueando el camino de la luz. Para ajustar correctamente el nivel de la tensión de casi cualquier nivel de gris o la transmisión que desee lograr.

### In-plane switching(IPS)
In-plane switching es una tecnología LCD que alinea las celdas de cristal líquido en una dirección horizontal. En este método, el campo eléctrico se aplica a través de cada uno de los extremos del cristal, pero esto requiere dos transistores por cada píxel en vez de un transistor que era lo necesario para una pantalla estándar TFT. Esto hace que se produzca un mayor bloqueo del área de transmisión, también requiere un mayor brillo de fondo, el cual consumirá más energía, haciendo este tipo de pantalla menos deseable para los ordenadores portátiles. 

#### Super In-plane switching(S-IPS)
Super-IPS se introdujo más tarde después de la conmutación en plano con tiempos de respuesta y reproducción del color aún mejores.

### Vertical alignment(VA)
Las pantallas vertical alignment, VA, son una forma de pantallas LCD en las que el material de cristal líquido se encuentra en un estado vertical eliminando la necesidad de los transistores extras (como en el IPS). Cuando no se aplica voltaje, la celda de cristal líquido, sigue siendo perpendicular al sustrato creando una pantalla negra.

## Control de calidad
Algunos paneles LCD contienen transistores defectuosos, provocando que los píxeles se enciendan o se apaguen permanentemente, lo que se denomina comúnmente píxeles atascados o píxeles muertos, respectivamente. A diferencia de los circuitos integrados, los paneles LCD con unos pocos píxeles defectuosos todavía suelen poder utilizarse. También es prohibitivo económicamente descartar un panel, con unos pocos píxeles defectuosos porque los paneles LCD son mucho más grandes que ICs. Los fabricantes tienen normas diferentes para determinar un número aceptable de píxeles defectuosos. El número máximo aceptable de píxeles defectuosos para LCD varía en gran medida. En un primer momento, Samsung tenía una política de tolerancia cero para los monitores LCD que se vendían en Corea. Actualmente sin embargo, Samsung se adhiere al estándar ISO 13406-2 que resulta menos restrictivo. En otras empresas se han llegado a tener políticas que toleraban hasta 11 pixeles muertos. Las políticas de píxeles muertos son un debate en el que se encuentran dos posiciones contrapuestas las de los fabricantes y los clientes. Para regular la aceptación de los defectuosos y para proteger al usuario final, la ISO publicó el estándar ISO 13406-2. Sin embargo no todos los fabricantes de LCD se ajustan a esta normativa y la norma ISO es a menudo interpretada de diferentes maneras.
Los paneles LCD tienen más probabilidades de tener defectos que la mayoría de ICs, debido a su mayor tamaño. La norma es mucho más seguida ahora debido a la feroz competencia entre los fabricantes y un mejor control de calidad. Un panel LCD SVGA con 4 píxeles defectuosos es generalmente considerado defectuoso y los clientes pueden solicitar un cambio por uno nuevo. Algunos fabricantes, en particular en Corea del Sur, donde se encuentran algunos de los mayores fabricantes de paneles LCD, como LG, ahora tienen "cero píxeles defectuosos de garantía" y se puede pedir que se sustituya el dispositivo por otro en caso de que un píxel sea defectuoso. Incluso donde esas garantías no existen, la ubicación de píxeles defectuosos es importante. Una pantalla con solamente unos pocos píxeles defectuosos puede ser inaceptable si los píxeles defectuosos están cerca unos de otros. Los fabricantes también pueden relajar sus criterios de sustitución de píxeles defectuosos cuando están en el centro del área de visualización.
Los paneles LCD también tienen defectos conocidos como mura, el cual tiene como una pequeña grieta que provoca pequeños cambios en la luminosidad o en el color.

## Pantalla de corriente cero (biestable)
El zenithal bistable device (ZBD), desarrollado por QinetiQ (anteriormente DERA), puede mantener una imagen sin corriente. Los cristales pueden existir en una de las dos orientaciones estables (negro y blanco) y la corriente únicamente es necesaria para cambiar la imagen. ZBD Displays es una empresa derivada de QinetiQ la cual fabrica dispositivos ZBD tanto en escala de grises como en color.
Una empresa francesa, Nemoptic, ha desarrollado otro papel potencia-cero, al igual que la tecnología LCD se ha producido en masa desde julio de 2003. Esta tecnología está destinada para su uso en aplicaciones tales como electronic shelf labels, libros electrónicos, documentos electrónicos, periódicos electrónicos, diccionarios electrónicos, sensores industriales, Ultra Mobile PC, etc. Las pantallas de cristal líquido de potencia cero son una categoría de papel electrónico. 
Kent Displays también ha elaborado una pantalla de "no corriente" que se utiliza en los Polymer Stabilized Cholesteric Liquid Cristales o Polímero Estabilizado de Cristales Líquidos Colestéricos (ChLCD). El principal inconveniente a la ChLCD es su lenta tasa de refresco, especialmente con bajas temperaturas. 
En 2004 los investigadores de la Universidad de Oxford demostraron también dos nuevos tipos de LCD de potencia cero biestable basados en las técnicas biestables de Zenithal.
Varias tecnologías biestables, como el 360 ° BTN y el biestable colestérico, dependen principalmente de la mayor parte de las propiedades del cristal líquido y el uso del estándar de anclaje fuerte, con la alineación de películas y cristal líquido mezclan de manera similar los materiales tradicionales monoestables. Otras tecnologías biestables (por ejemplo, Binem Technology) se basan principalmente en las propiedades de la superficie y necesitan medidas específicas de la debilidad de los materiales de anclaje.

## Inconvenientes
La tecnología LCD todavía tiene algunos inconvenientes en comparación con otras tecnologías de visualización:

### Resolución
Aunque los CRT sean capaces de mostrar múltiples resoluciones de vídeo sin introducir artefactos, los LCD producen imágenes nítidas solamente en su "resolución nativa", y, a veces, en las fracciones de la resolución original. Al intentar ejecutar paneles LCD a resoluciones no nativas por lo general los resultados en el panel de la escala de la imagen, introducen emborronamiento de la imagen o bloqueos y, en general, es susceptible a varios tipos de HDTV borrosa. Muchos LCD no son capaces de mostrar modos de pantalla de baja resolución (por ejemplo, 320x200), debido a estas limitaciones de escala.

### Contraste
Aunque los LCD suelen tener más imágenes vibrantes y mejor contraste "del mundo real" (la capacidad de mantener el contraste y la variación de color en ambientes luminosos) que los CRT, tienen menor contraste que los CRTs en términos de la profundidad de los negros. El contraste es la diferencia entre un encendido completo (en blanco) y la desactivación de píxeles (negro), y los LCD pueden tener "sangrado de luz de fondo" donde la luz (por lo general, visto desde de las esquinas de la pantalla) se filtra y las fugas de negro se convierten en gris. En diciembre de 2007, los mejores LCD pueden acercarse al contraste de las pantallas de plasma en términos de entrega de profundidad de negro, pero la mayoría de los LCD siguen a la zaga.

### Tiempo de respuesta
- Los LCD suelen tener tiempos de respuesta más lentos que sus correspondientes de plasma y CRT, en especial las viejas pantallas, creando imágenes fantasmas cuando las imágenes se cargaban rápidamente. Por ejemplo, cuando se desplaza el ratón rápidamente en una pantalla LCD, múltiples cursores pueden ser vistos.

- Algunas pantallas LCD tienen importantes aportaciones de retraso. Si el retraso es lo suficientemente grande, esa pantalla puede ser inadecuada para operaciones con el ratón rápidas y precisas (diseño asistido por computadora, videojuegos de disparos en primera persona) en comparación con los monitores CRT o LCD pequeños y con insignificantes cantidades de retraso de entrada. Los retrasos pequeños son a veces puestos de relieve en la comercialización.

### Ángulo de visión
Los paneles LCD tienden a tener un ángulo de visión limitado en relación con las CRT y las pantallas de plasma. Esto reduce el número de personas que pueden cómodamente ver la misma imagen - las pantallas de ordenadores portátiles son un excelente ejemplo. Así, esta falta de radiación es lo que da a las LCD su reducido consumo de energía en comparación con las pantallas de plasma y CRT. Si bien los ángulos de visión han mejorado al punto de que es poco frecuente que los colores sean totalmente incorrectos en el uso normal, a distancias típicas de uso de una computadora los LCD todavía permiten pequeños cambios en la postura del usuario, e incluso diferentes posiciones entre sus ojos producen una notable distorsión de colores, incluso para los mejores LCD del mercado.

### Durabilidad
Los monitores LCD tienden a ser más frágiles que sus correspondientes CRT. La pantalla puede ser especialmente vulnerable debido a la falta de un grueso cristal protector como en los monitores CRT. Su durabilidad depende de su frecuencia de uso. Los fabricantes suministran en el manual del usuario un tiempo de durabilidad de la pantalla, regularmente expresado en horas de uso. Pero se puede extender este tiempo disminuyendo los niveles de brillo de la imagen (todavía en estudio).